# N-dodecano
Dodecano (também chamado de n-dodecano para enfatizar que não é nenhum de seus isômeros) é um hidrocarboneto pertencente à família dos Alcanos. Sua fórmula química é C12H26, e representa-se como CH3-(CH2)10-CH3.
Alcanos que possuem de 10 a 16 carbonos em sua fórmula química fazem parte do querosene, óleo diesel e do óleo combustível e normalmente são líquidos. Possuem uma temperatura de ebulição que varia de 180 a 400 °C.
É utilizado como um solvente, componente de destilação, e cintilador. É utilizado como diluente para fosfato de tributila (TBP) em usinas de reprocessamento nuclear.

## Propriedades
Com uma massa molar de 170,34 g/mol e densidade a 20 °C de 0,75 g/cm3, o n-dodecano é incolor e possui um odor similar ao da gasolina. Seu ponto de fusão é de -9,6 °C e ebulição de 216,3 °C à pressão de 1013 hPa. Praticamente insolúvel em água, sendo muito solúvel em álcool etílico e acetona.
O n-dodecano apresenta cadeia carbônica normal, saturada, homogênea e alifática.